# 厩火事
『厩火事』（うまやかじ）は古典落語の演目の一つ。別名を『厩焼けたり』ともいう。題名はネタになっている孔子の故事から。
主な演者に、8代目桂文楽や3代目古今亭志ん朝、5代目三遊亭圓楽などがいる。

## あらすじ
髪結いで生計を立てているお崎の亭主は文字通り「髪結いの亭主」、昼間から遊び呆けて酒ばかり呑んでいる怠け者だった。そんな年下の亭主と口喧嘩が絶えないお崎だが、しんから愛想が尽き果てたわけではなく、亭主の心持ちが分からないと仲人のところに相談を持ちかける。
話を聞いた仲人は、お崎にふたつの逸話を聞かせる。ひとつは、唐土の孔子の逸話。孔子の愛馬が、弟子の不手際で起きた火事で焼け死んでしまった。だが孔子は愛馬の死を咎めずに弟子たちの身を心配し、それゆえに弟子たちの信奉を得た話。今一つは瀬戸物を大事にするあまり、家庭崩壊に至った武家の話だった。これら二つの逸話を下敷きにして、お崎の夫が大切にしている瀬戸物をわざと打ち壊す。それを見た夫がどのように反応するかを見定めて、身の振り方を考えたらどうか、との提案だった。
帰った彼女は早速、夫の目の前で瀬戸物を打ち壊した。結果、夫は瀬戸物よりも彼女の方を心配した。感動したお崎が「そんなにあたしのことが大事かい？」と叫ぶ。
対する夫は「当たり前だ、お前が指でも怪我したら明日から遊んで酒が呑めねえ」